# Steigerwald-Formation

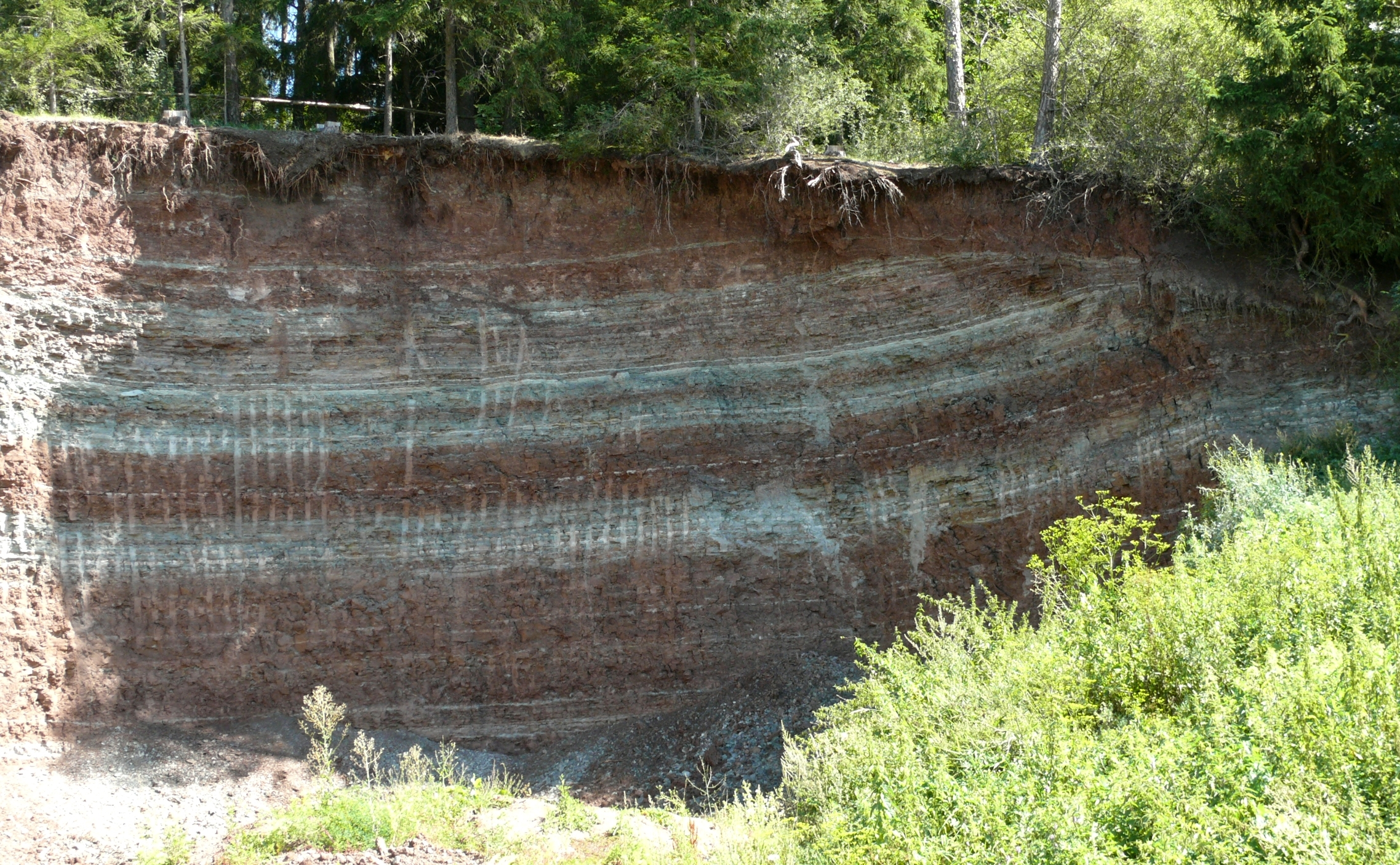
Lehrbergschichten mit roten und grauen Tonmergeln und Steinmergelbänken

Die Steigerwald-Formation (früher in Bayern auch Lehrberg-Schichten, in Baden-Württemberg Untere Bunte Mergel) ist eine lithostratigraphische Formation des Keupers in der Germanischen Trias. Die lithostratigraphische Einheit wird von der Stuttgart-Formation unterlagert und von der Hassberge-Formation überlagert. Beckenwärts verzahnt sich die Steigerwald-Formation mit der Weser-Formation.

## Definition
Die Untergrenze der Steigerwald-Formation wird mit dem Aussetzen der sandigen Lagen der Stuttgart-Formation gezogen. Die Obergrenze ist durch das Wiedereinsetzen der Sandsteine der Hassberge-Formation definiert. Die Steigerwald-Formation umfasst überwiegend rotbraune, auch grünlichgraue, massige Tonsteine mit Sulfatlagen, Dolomitlagen und geringmächtigen einzelnen Sandsteinlagen. Die Mächtigkeit beträgt durchschnittlich etwa 20 bis 25 m, zu den Beckenrändern zum Vindelizischen Land hin keilt die Formation aus. Die Steigerwald-Formation wird in das Karnium (Julium bis Tuvalium) datiert. Die Typlokalität der Steigerwald-Formation ist die Ziegeleigrube Neustadt/Aisch; die Typregion ist der Steigerwald.

## Gliederung
Bisher ist keine weitere Untergliederung erfolgt; nach der lithologischen Gliederung würde sich eine Untergliederung in eine Rote Wand- und eine Lehrberg-Subformation anbieten.

## Ablagerungsraum
Die Ablagerung der Sedimente der Steigerwald-Formation erfolgte in einer weiten Ebene, die gelegentlich überflutet wurde und wieder austrocknete. In den Restbecken kam es zur Abscheidung von Sulfatlagen. Die Dolomitlagen deuten mit ihren Faunen auf Phasen hin, in denen das Gebiet längere Zeit von Süßwasser bedeckt war.

## Fossilien
Die grüngrauen und rotbraunen Tonsteine sind fossilleer. Lediglich die Dolomitlagen enthalten z. T. eine reiche Fauna von Schnecken (Gastropoda), Süßwassermuscheln (Unionida), Muschelkrebsen (Ostracoda) und Knochenreste von Wirbeltieren.